# Пояна-Фрецій
Пояна-Фрецій (рум. Poiana Frății) — село у повіті Клуж в Румунії. Входить до складу комуни Фрата.
Село розташоване на відстані 293 км на північний захід від Бухареста, 39 км на схід від Клуж-Напоки.

## Населення
За даними перепису населення 2002 року у селі проживали 263 особи.
Національний склад населення села:
| Національність | Кількість осіб | Відсоток |
| -------------- | -------------- | -------- |
| румуни         | 257            | 97,7%    |
| угорці         | 6              | 2,3%     |

Рідною мовою назвали:
| Мова      | Кількість осіб | Відсоток |
| --------- | -------------- | -------- |
| румунська | 257            | 97,7%    |
| угорська  | 6              | 2,3%     |